# Brachystephanus montifuga
Brachystephanus montifuga är en akantusväxtart som först beskrevs av Milne-redh., och fick sitt nu gällande namn av Champl.. Brachystephanus montifuga ingår i släktet Brachystephanus och familjen akantusväxter. Inga underarter finns listade i Catalogue of Life.